# Chlorogomphus dyak
Chlorogomphus dyak – gatunek ważki z rodziny Chlorogomphidae. Występuje na Borneo; wątpliwe stwierdzenia pochodzą z Półwyspu Malajskiego i Filipin.